# North Boston
North Boston – jednostka osadnicza w Stanach Zjednoczonych, w stanie Nowy Jork, w hrabstwie Erie.